# レインボーカップ
レインボーカップは、競輪の競走の一つで、下級・班の選手上位への特別昇級・班の権利をかけた競走である。

## 概要
競輪においては、男子は選手の実力に応じて、S級とA級、さらにそれをS級はS班・1班・2班、A級は1班・2班・3班とで、合わせて2層6班に分けられている。毎年、1月月初（上期）と7月月初（下期）とで半期ごとに、選手のそれまでの成績に応じて級・班別の入れ替えを行う（S級S班のみ毎年のKEIRINグランプリ直前までの1年間で、その間の降格はない）。S級はS班・1班・2班ともに同一のレースで対戦することがあるが、A級は1班・2班と3班とで完全に分けられ、うち3班は2008年より「チャレンジ戦」として3班の選手のみで行われているため、A級は1班・2班と3班とは同一のレースで対戦することはない（新人戦などで例外はある）。
A級選手に関しては、競輪で3開催連続して完全優勝（3日間1着×3開催で9連勝以上）した場合、ないしオリンピックおよび世界選手権におけるトラック種目においてメダルを獲得した場合、達成日の翌日付で1班ないし2班選手はS級2班に、3班選手は2班に、それぞれ自動的に特別昇級ないし特別昇班できる制度がある。
- 男子の各級班の定員は、S級はS班9名・1班211名・2班450名、A級は1班・2班とも520名（3班は2019年10月時点で443名）となっている（特別昇級・昇班の選手を除く）[6]。

ほかに、その特別昇級・昇班の制度以外にも、半期に一度、A級選手のうち成績最上位者を集めて行う一発勝負の企画レースで上位着順となった場合にも特別昇級・昇班できる制度を設けており、その企画レースが「レインボーカップ」と呼ばれるレースである。
レインボーカップは、1年を前期と後期に分け、前期は1 - 3月、後期は7 - 9月の競走を審査期間とし、それぞれの期間の終わりに当たる前期は6月の、後期は12月の、それぞれいずれかの開設記念の最終日（主に第6レース）に、この審査期間の競走成績に基づき、A級3班（A3）の競走成績最上位9選手はA級2班（A2）へ（チャレンジファイナル）、A級1班（A1）ないし2班（A2）の同じく競走成績最上位9選手はS級2班（S2）へ（A級ファイナル）のそれぞれの特別昇級・昇班をかけた一発勝負のレースを行う。但し、2020年上期（6月）は新型コロナウイルス感染症蔓延による混乱もあり実施されなかった。
通常、A級のレースは7車立てで行われるが、このレインボーカップはチャレンジファイナル・A級ファイナルともに9車立てにて行われている。このレースの結果により、チャレンジファイナルでの1 - 3着の3選手はレース翌日付でA級2班へ、A級ファイナルでの1 - 3着の3選手はS級2班に、レース翌日付でそれぞれ特別昇級ないし特別昇班が認められる。
なお、特別昇級・昇班した選手は、1年間降格しないこととなっている。